# Кеннеді Блейдс
Кеннеді Алексіс Блейдс (англ. Kennedy Alexis Blades; нар. 4 вересня 2003, Чикаго, Іллінойс) — американська борчиня вільного стилю, чемпіонка світу серед юніорів, срібна та бронзова призерка чемпіонатів світу серед молоді, Панамериканська чемпіонка серед кадетів, срібна призерка Олімпійських ігор.

## Життєпис
Займалася в дитячому борцівському клубі «Sunkist». Навчалася в Університеті штату Аризона (Темпе), восени 2024 року перевелася до Університету Айови (Айова-Сіті).
Вона є першою дівчиною, яка виграла IKWD серед початківців, змагаючись проти хлопчиків у 2016 році. Її сестра Каріна також національна чемпіонка з боротьби.
Особистий тренер: Ісраель Мартінес. Тренер у збірній: Террі Штайнер.

## Спортивні результати на міжнародних змаганнях

### Виступи на Олімпіадах
| Змагання                    | Збірна | Вагова категорія          | Місце  |
| --------------------------- | ------ | ------------------------- | ------ |
| Літні Олімпійські ігри 2024 | США    | жіноча боротьба, до 76 кг | Срібло |

### Виступи на інших змаганнях
| Змагання                                    | Збірна | Вагова категорія          | Місце  |
| ------------------------------------------- | ------ | ------------------------- | ------ |
| Гран-прі Франції Анрі Деглана 2023          | США    | жіноча боротьба, до 76 кг | 5      |
| Турнір Ібрагіма Мустафи 2023                | США    | жіноча боротьба, до 76 кг | Золото |
| Відкритий чемпіонат Загреба з боротьби 2024 | США    | жіноча боротьба, до 76 кг | Бронза |
| Гран-прі Іспанії з боротьби 2024            | США    | жіноча боротьба, до 76 кг | Бронза |

### Виступи на змаганнях молодших вікових груп
| Змагання                                                 | Збірна | Вагова категорія          | Місце  |
| -------------------------------------------------------- | ------ | ------------------------- | ------ |
| Панамериканський чемпіонат з боротьби серед кадетів 2018 | США    | жіноча боротьба, до 69 кг | Золото |
| Чемпіонат світу з боротьби серед кадетів 2019            | США    | жіноча боротьба, до 73 кг | 7      |
| Чемпіонат світу з боротьби серед юніорів 2021            | США    | жіноча боротьба, до 72 кг | Золото |
| Чемпіонат світу з боротьби серед молоді 2023             | США    | жіноча боротьба, до 76 кг | Бронза |
| Чемпіонат світу з боротьби серед молоді 2023             | США    | жіноча боротьба, до 76 кг | Срібло |